# Sail Amsterdam 700

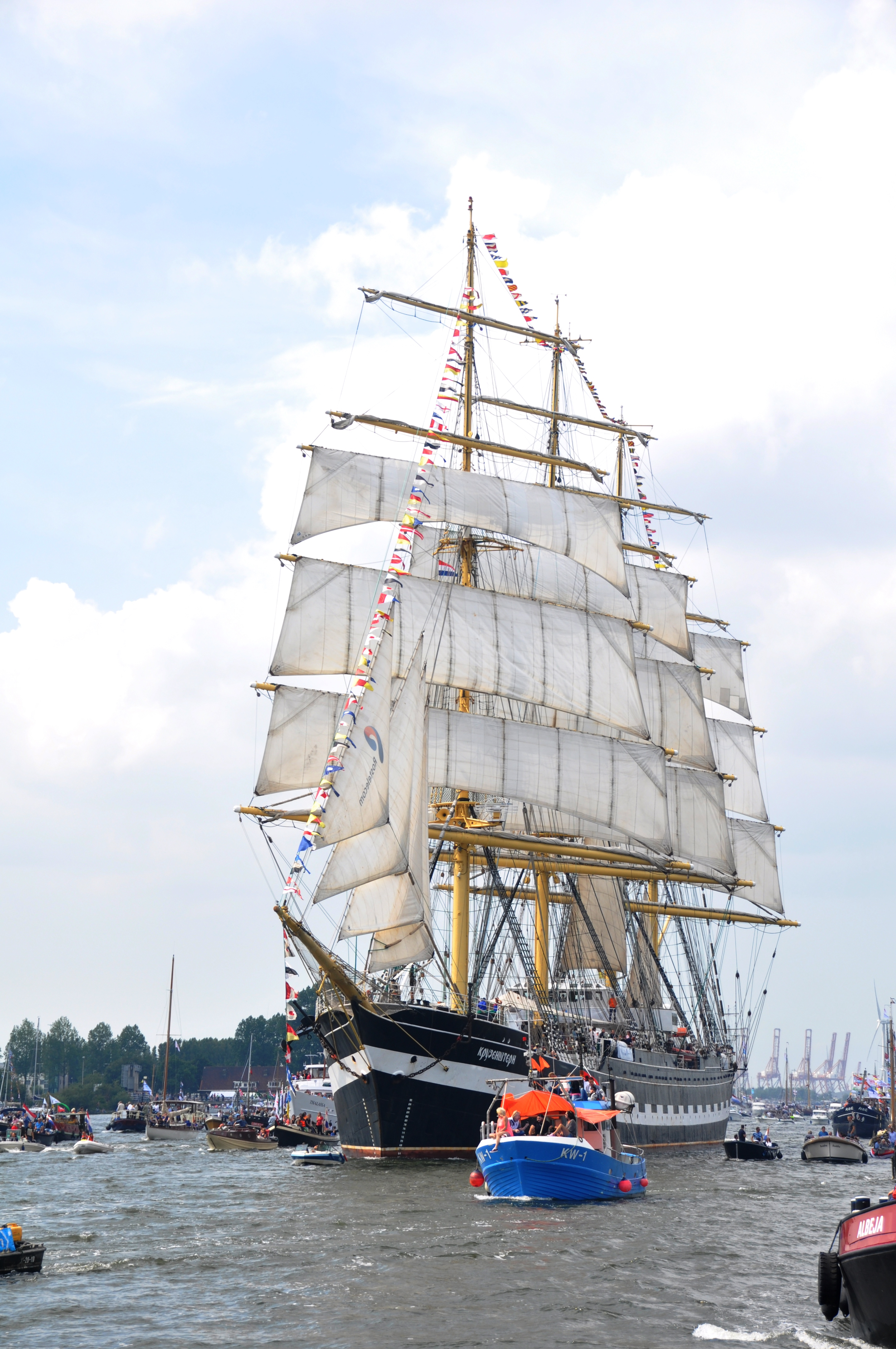
Al vanaf 1975 (hier weer in 2015) is de KRUZENSHTERN te gast bij Sail Amsterdam

Sail Amsterdam 700 werd gezien als een "once in a lifetime experience", en was op dat moment het grootste zeilevenement van Nederland en België. Het werd gehouden van vrijdag 15 tot en met dinsdag 19 augustus 1975 ter gelegenheid van het 700-jarig bestaan van de stad Amsterdam. Het evenement bracht achttien grote en meer dan vijfhonderd kleinere opleidingsschepen alsmede een enorme vloot oudhollandse ronde en platbodemschepen naar de stad. 

## Historie
Het leek de bestuurders van de hoofdstad een leuk idee om voor een paar dagen, net als vroeger, weer een haven vol zeilschepen te hebben. Een nautisch evenement in de haven van Amsterdam, waarbij de aandacht gericht zou worden op de haven en de stad. Er werden schepen uit de hele wereld voor dit evenement uitgenodigd.
Het werd uiteindelijk een volksfeest, dat ongeveer 700.000 bezoekers trok. Hoewel bezoekers aan de wal er niet voor hoefden te betalen, was het evenement zelf niet gratis. Ook de 'Sail Training Association, de Engelse organisator van de jaarlijkse 'Cutty Sark Tall Ships' Races', diende betaald te worden. De kosten van het gehele evenement, zo'n acht ton, werden gedragen door de gemeenschap. Gemeentelijke diensten zorgden overal voor.
Vrijdag 15 augustus voeren de schepen in konvooi, de SAIL-IN parade, door het Noordzeekanaal van IJmuiden naar Amsterdam. Aan het evenement deed een grote Nederlandse vloot mee. In de parade voeren tallships, replica’s, marineschepen en moderne schepen. Niet te vergeten de feestgangers op allerlei drijvend materiaal uit de Amsterdamse grachten. In later jaren werd dit beperkt, vanwege de gevaar van zinken en schade vanwege het relatief slechte drijfvermogen en de bestuurbaarheid van veel pieremachochels. De honderden platbodems en andere traditionele schepen die om de tallships heen voeren zorgden voor een plaatje, dat alleen in Nederland kan worden opgeroepen. Zij vormen het behang, waartegen de grote zeeschepen des te beter mogen afsteken. Deze oude botters, klippers, tjalken, zalmschouwen en luxe motorschepen worden in de vaart gehouden door de leden van de behoudsverenigingen. In 1975 werd het georganiseerd door de: 
- Stichting Stamboek Ronde en Platbodemjachten;
- Vereniging Botterbehoud;
- Landelijke Vereniging tot Behoud van het Zeilend Bedrijfsvaartuig.

Tot in China had SAIL Amsterdam de kranten gehaald. Nog voor de afloop van deze eerste SAIL in Amsterdam riep wethouder Lammers op tot een vijfjaarlijkse herhaling. Nergens ter wereld worden de grote schepen door zo veel bootjes en varend erfgoed opgewacht als in Amsterdam. 
Afgemeerd werd in de IJhaven, die toen nog niet was afgesloten voor hoge schepen met de Jan Schaeferbrug. Afgesproken werd dat schepen tot 20 meter met maximaal twaalf betalende gasten aan boord, vrij door de havens mochten varen. Deelname aan Sail was voor hen gratis. Het evenement was toen nog minder commercieel dan latere edities, pas in 1980 kwam de merchandising. Het begon met een kermisexploitant die een reuzenrad neerzette, met een oliebollenkraam.  

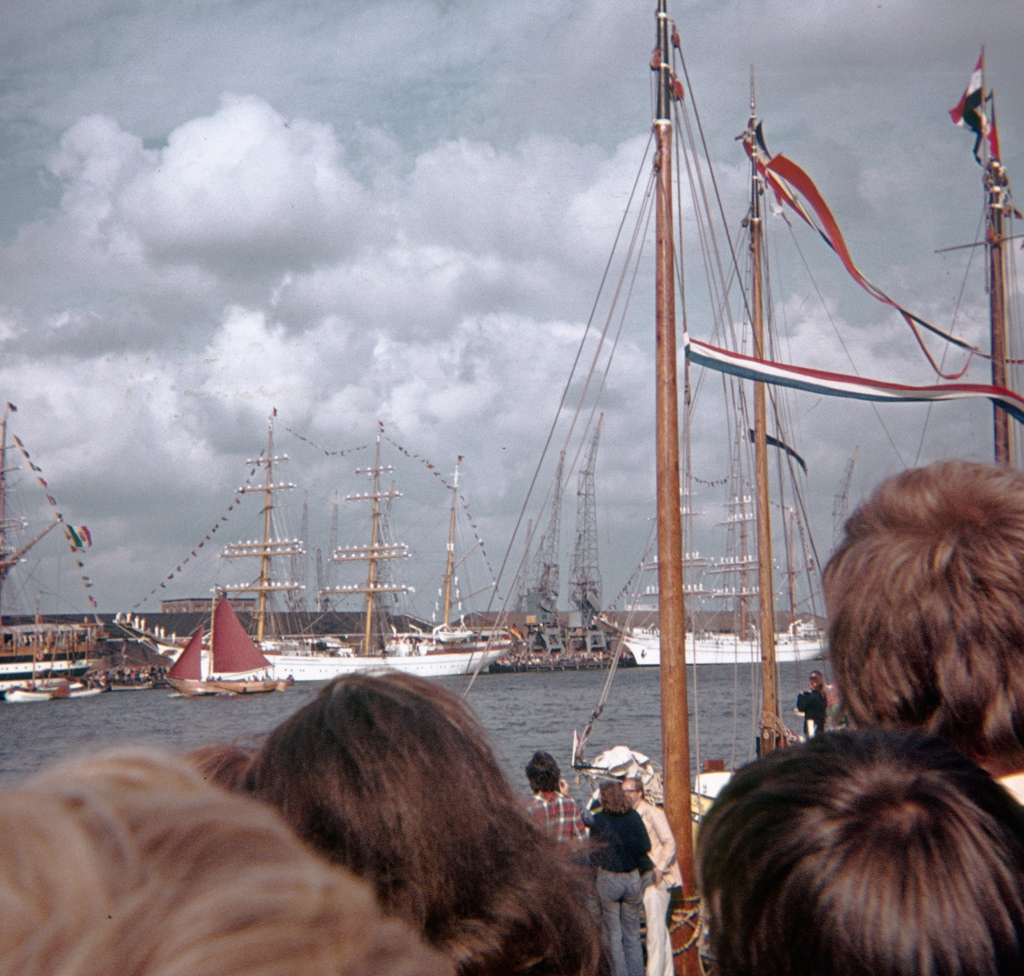
Sail Amsterdam 700: zicht op Gorch Fock (BRD) en Mircea (ROM)

De meeste tallships aan de kade waren te bezichtigen. Daar was dermate veel belangstelling voor, dat lange wachtrijen ontstonden. Het bezichtigen van zulke schepen beperkt zich meestal tot het dek. De verblijven en machinekamer (ook de tallships varen af en toe op de motor) blijven voor het gewone publiek gesloten. 
Na afloop zijn de schepen op eigen gelegenheid weer uitgevaren, wat de bemanningen de gelegenheid bood om desgewenst nog een dag of wat in Amsterdam rond te kijken.  

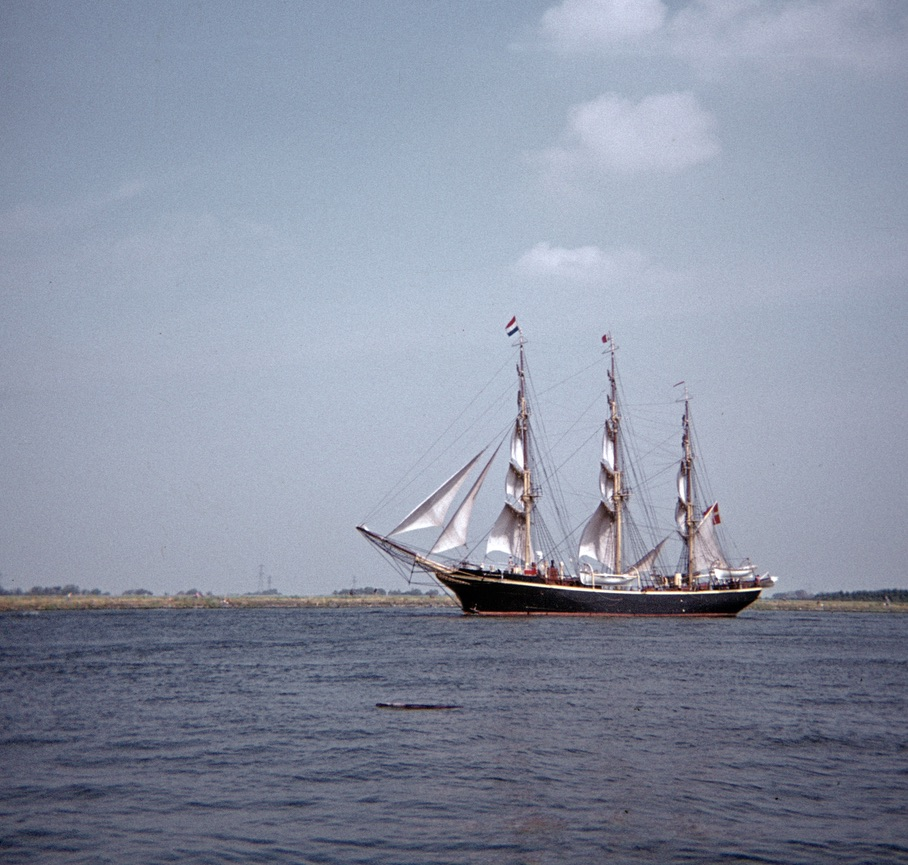
Sail Amsterdam 700: Georg Stage (DEN) tijdens Sail out op het Noordzeekanaal

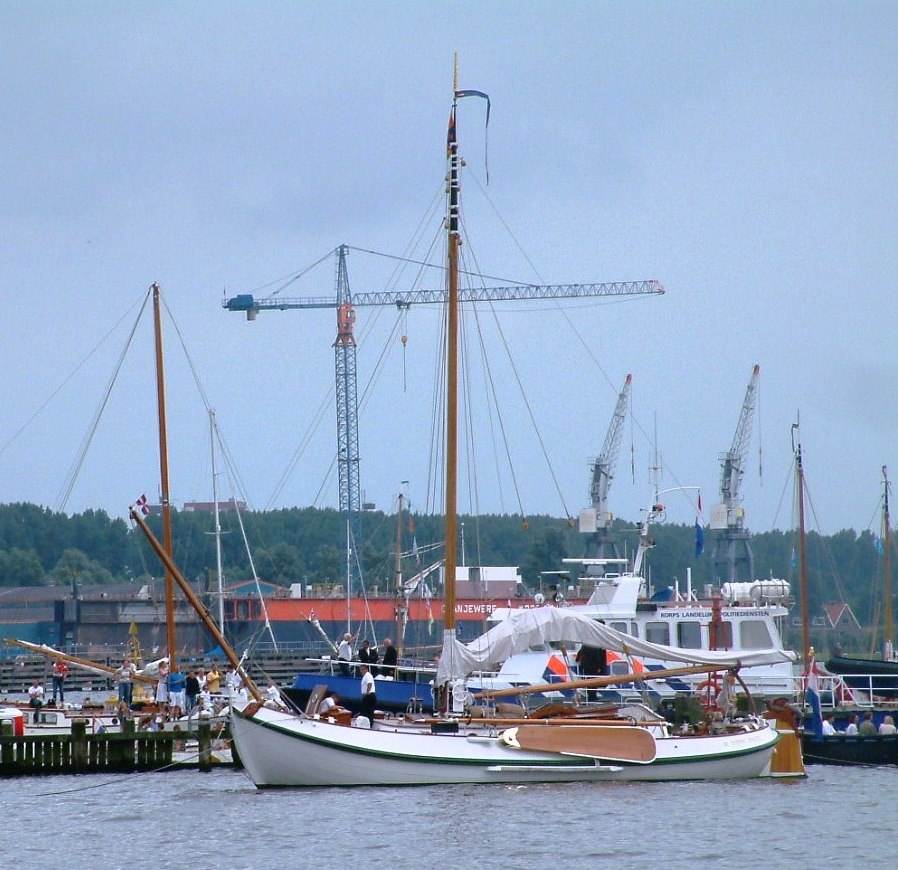
De Groene Draeck

## Oude tradities
Het evenement bood de gelegenheid opnieuw invulling te geven aan een aantal oude tradities:
- het spiegelgevecht;
- het admiraalzeilen in eskaderverband, een vlootschouw.

De stichting Stamboek Ronde- en Platbodemjachten organiseerde op zaterdagavond 16 augustus in de IJhaven een spiegelgevecht, waarbij de linies en eskaders bestaande uit in totaal 125 schepen, elkaar weer onder vuur namen, uitmanoeuvreerden en enterden. Kanonnen, uitgezonderd de walbatterijen, waren vervangen door vuurwerk. 
De Vlootschouw werd afgenomen door prinses Beatrix vanaf haar schip, De Groene Draeck.

## Evenementen aan de wal
- Een tentoonstelling van fotomateriaal, modellen en maquette's, die in de Passagiers Terminal Amsterdam een overzicht gaf van de Amsterdamse haven tot 1975
- Op het terrein naast de PTA een expositie van modern havenmaterieel en scheepsbouwmateriaal
- In de loods "Argetinië" aan de IJhaven een tentoonstelling van wedstrijdjachten.